# Wicken (Vicia)
Die Wicken (Vicia) sind eine Pflanzengattung in der Unterfamilie Schmetterlingsblütler (Faboideae) innerhalb der Familie der Hülsenfrüchtler (Fabaceae). Die 160 bis 190 Arten sind hauptsächlich in den gemäßigten Gebieten der Nordhalbkugel verbreitet.
Die gelegentlich als „Duft-Wicke“ oder „Gartenwicke“ bezeichnete Duftende Platterbse (Lathyrus odoratus) gehört nicht zur Gattung der Vicia, sondern ist eine Art der Gattung der Platterbsen (Lathyrus).

## Beschreibung

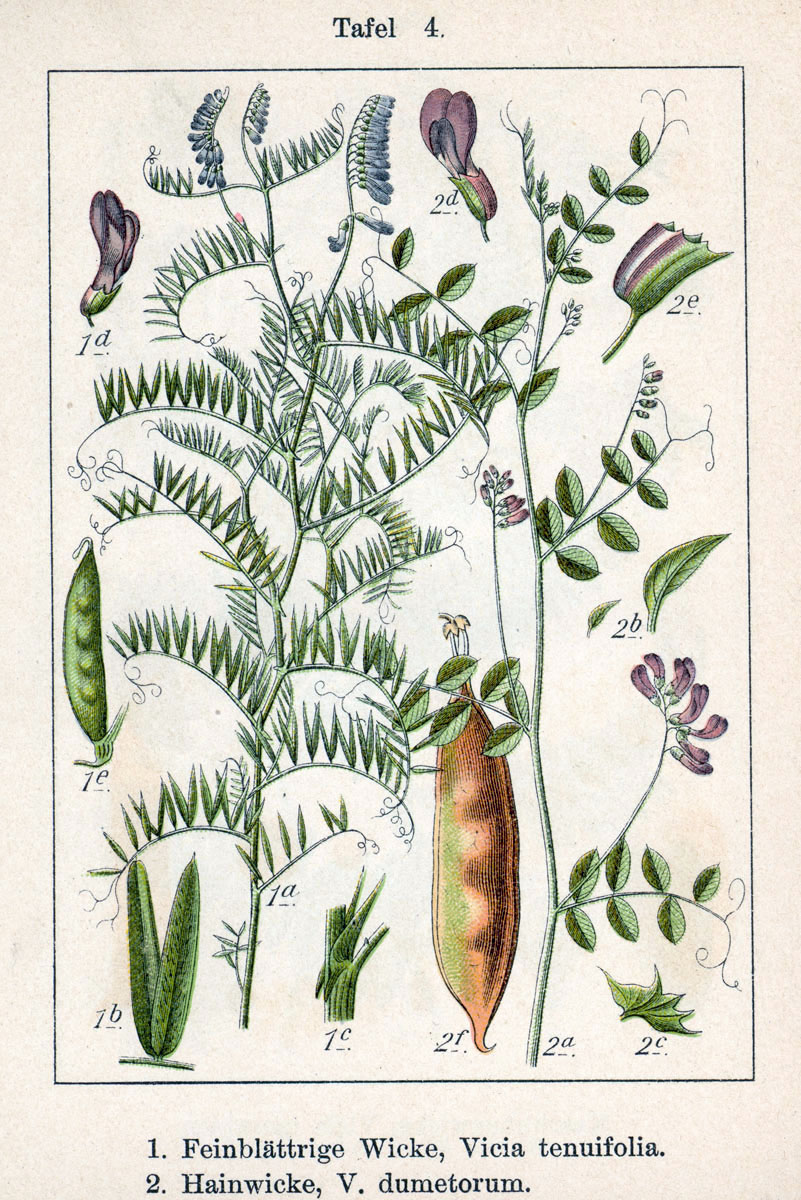
Illustration von zwei Vicia-Arten, Vicia tenuifolia (links) und Vicia dumetorum (rechts)

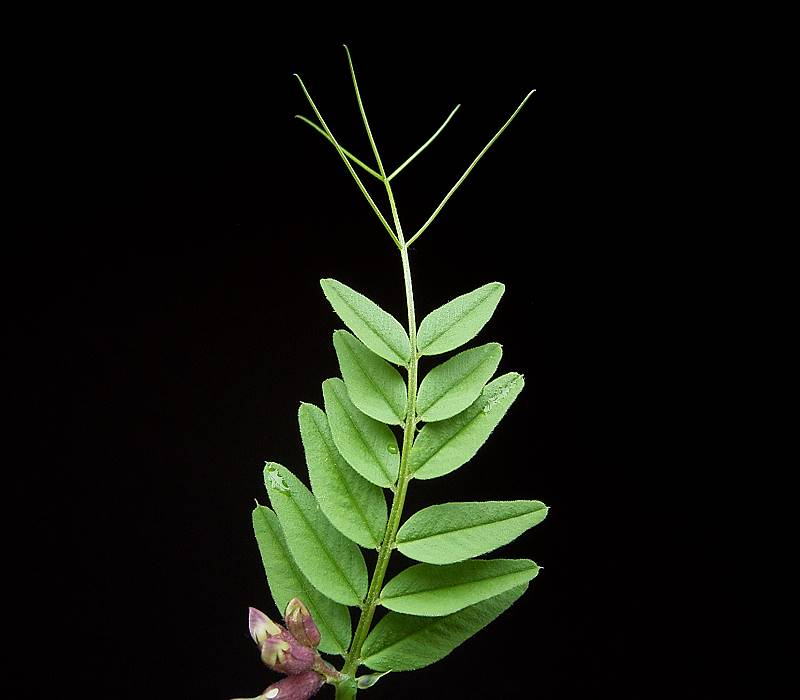
Gefiedertes Laubblatt mit Ranke der Zaun-Wicke (Vicia sepium)

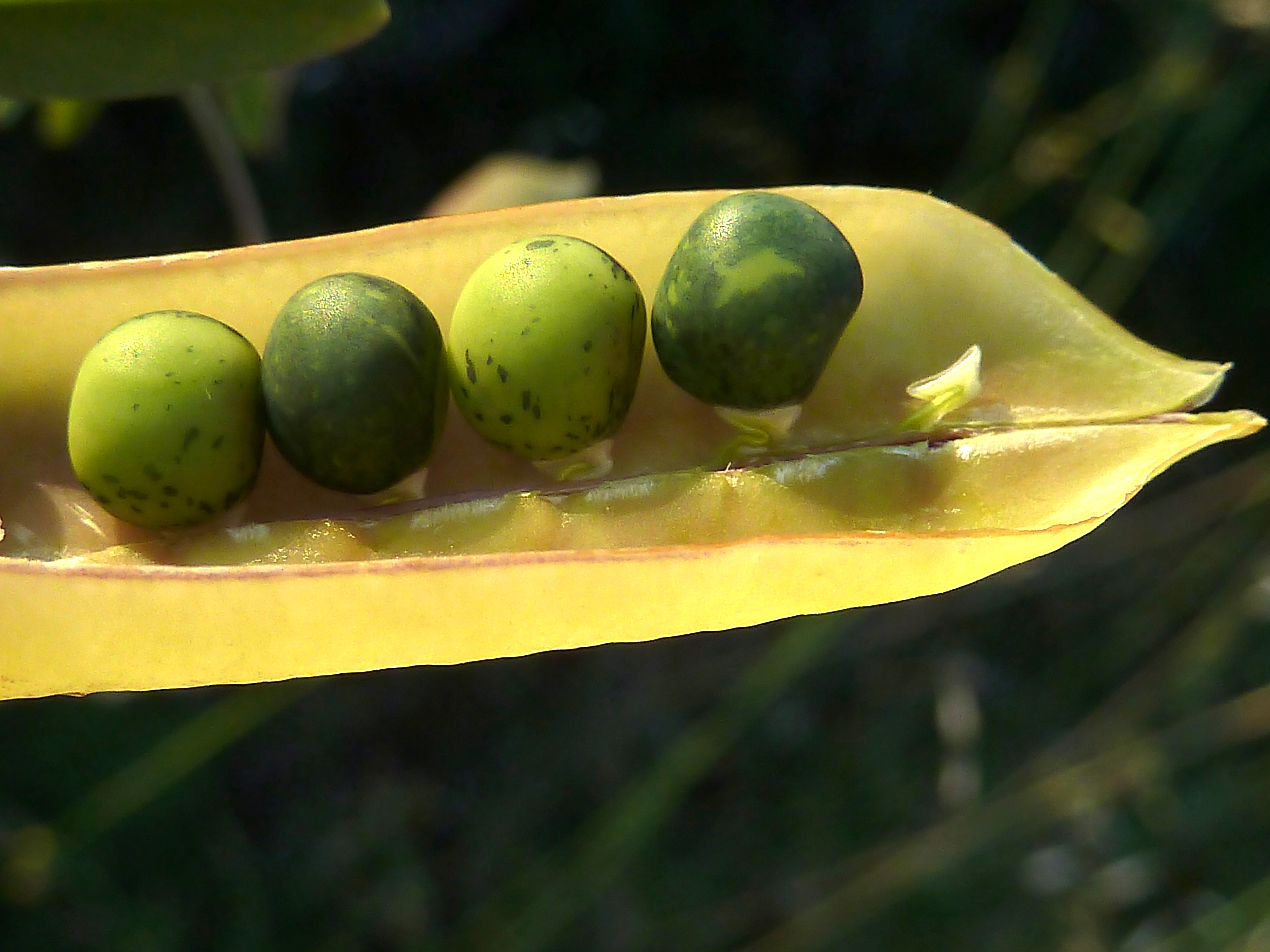
Unreife offene Hülsenfrucht und Samen von Vicia monantha

### Vegetative Merkmale
Vicia-Arten sind einjährige oder ausdauernde krautige Pflanzen. Die meist dünnen und verzweigten Stängel können selbständig aufrecht sein, bei einigen Arten sind sie überhängend, aber viele Arten (u. a. der Sektion Vicilla) besitzen Wickelranken, mit denen sie an anderen Pflanzen empor klettern.
Die wechselständig an den Stängeln angeordneten Laubblätter sind in Blattstiel und Blattspreite gegliedert. Die Blattspreiten sind meist paarig gefiedert. Die Rhachis endet in einer Ranke oder einer Stachelspitze; bei Vicia subvillosa endet sie mit einem Fiederblättchen, diese Art ist also unpaarig gefiedert. Es sind 1 bis 13 Paare von ganzrandigen Fiederblättchen vorhanden. Die zwei Nebenblätter besitzen einen glatten oder gezähnten Rand.

### Generative Merkmale
Die Blüten stehen einzeln bis zu wenigen in den Blattachseln oder in seitenständigen, traubigen Blütenständen. Kleine Tragblätter sind vorhanden, können aber früh abfallen; Deckblätter fehlen.
Die zwittrigen Blüten sind zygomorph und fünfzählig mit doppelter Blütenhülle (Perianth). Die fünf ungleichen bis gleichen Kelchblätter sind glockenförmig verwachsen und oft behaart, wobei mindestens zwei Kelchzähne weniger als doppelt so lang sind wie die Kelchröhre. Die fünf Kronblätter sind im typischen Aufbau der Schmetterlingsblüten angeordnet. Die Farben der Kronblätter reichen von vielen Blautönen über purpurfarben bis rot, gelb oder weiß. Die Fahne ist genagelt. Es sind zehn Staubblätter vorhanden mit dünnen Staubfäden. Je Blüte ist nur ein Fruchtblatt vorhanden. Die Fruchtblätter enthalten zwei bis acht Samenanlagen. Der bleistiftförmige Griffel ist behaart.
Die abgeflachte Hülsenfrucht enthält zwei bis acht Samen. Die meist kugeligen bis länglichen Samen besitzen ein oft verlängertes Hilum und einen dünnen Arillus.

## Systematik und  Verbreitung

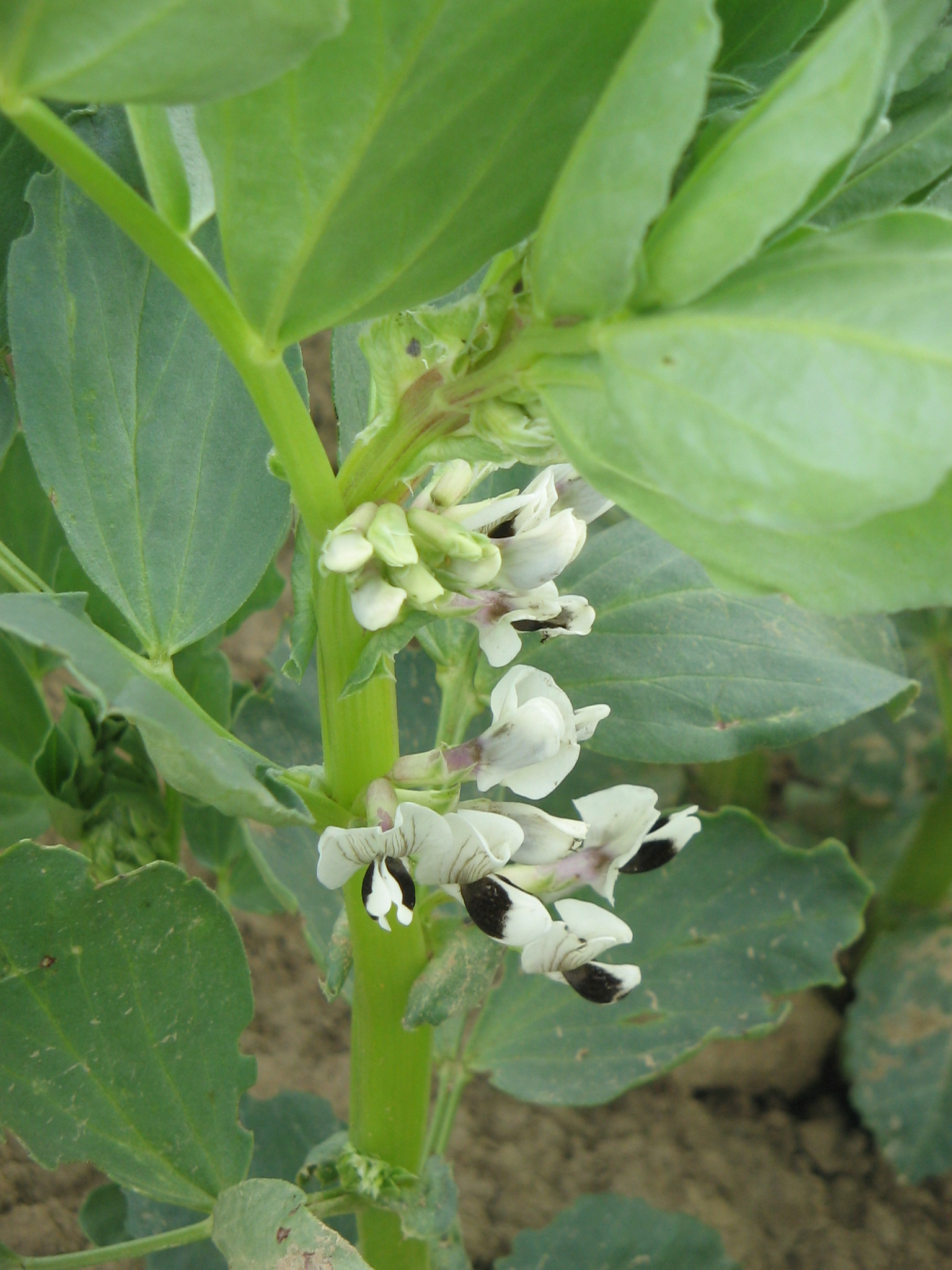
Untergattung Vicia Sektion Faba: Ackerbohne (Vicia faba)

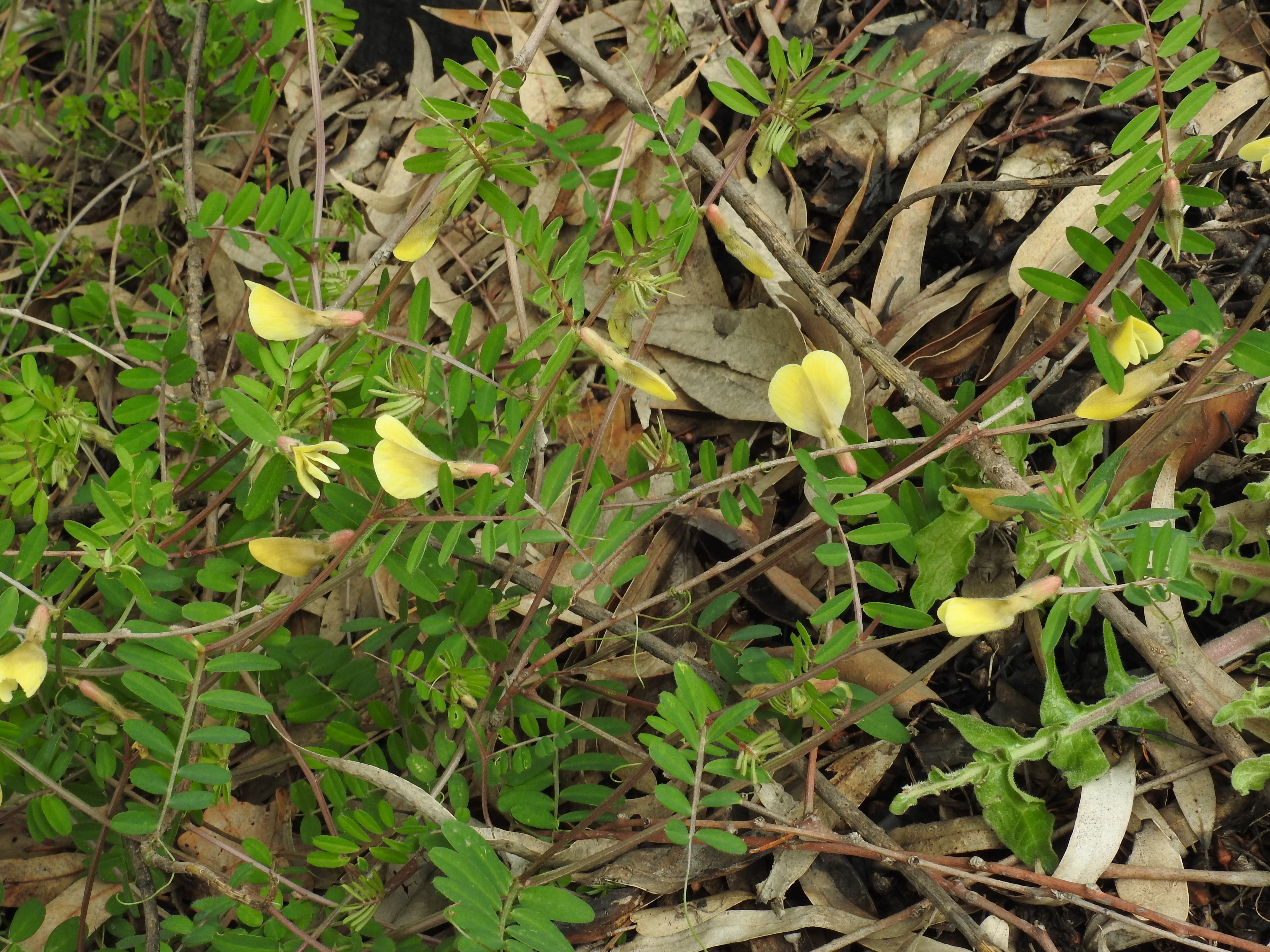
Untergattung Vicia Sektion Hypechusa: Hybrid-Wicke (Vicia hybrida)

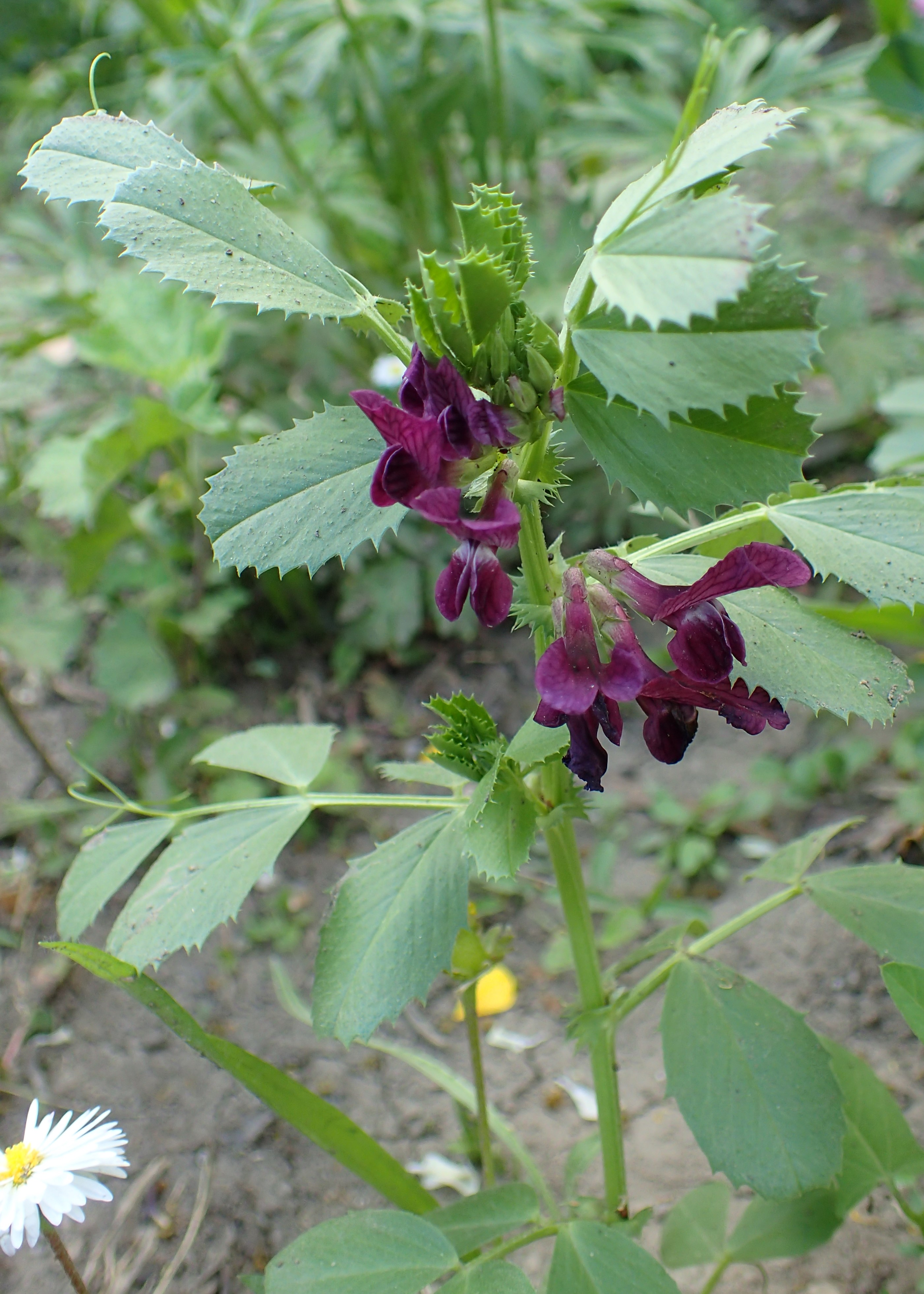
Untergattung Vicia Sektion Narbonenses: Gezähnte Wicke (Vicia serratifolia)

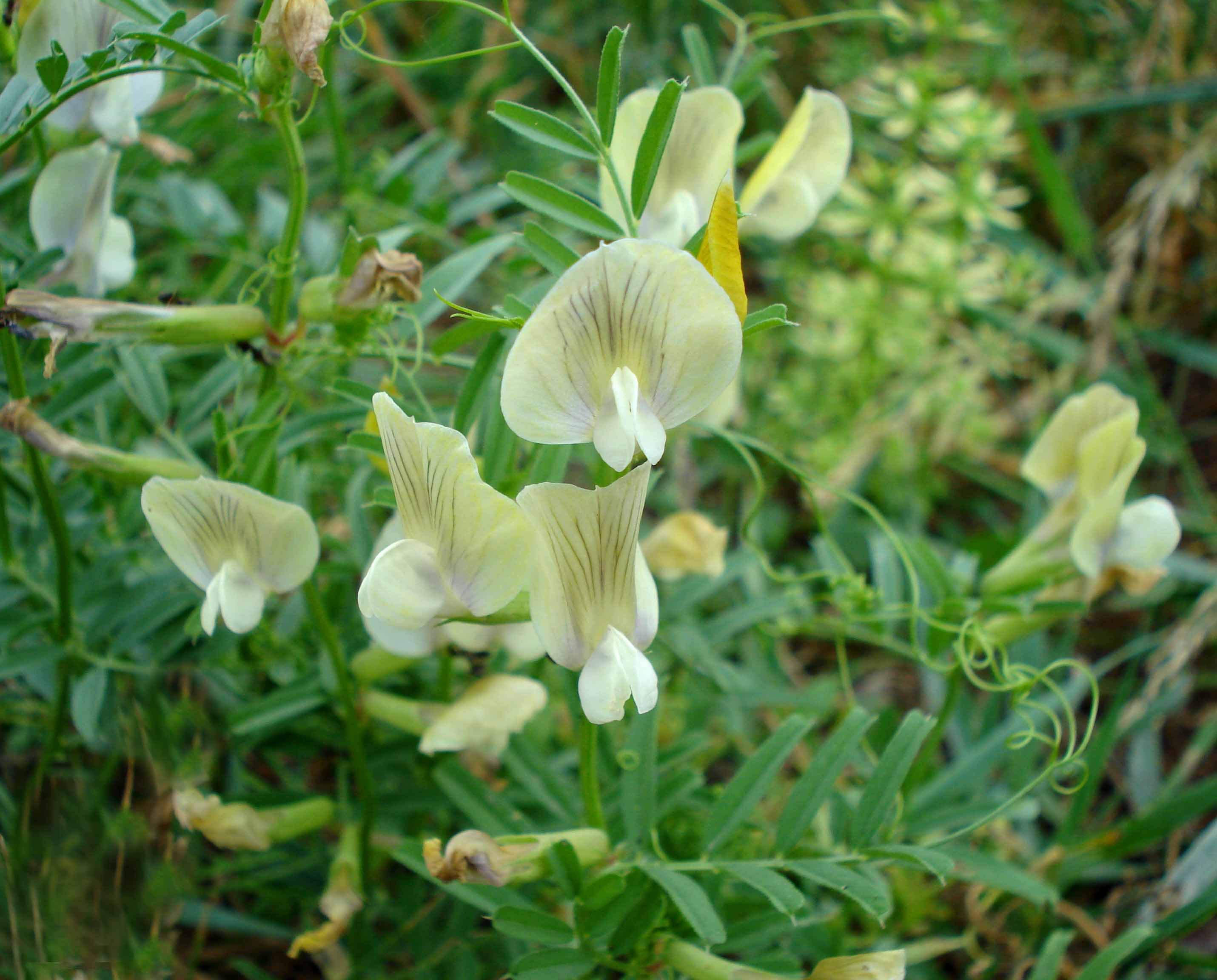
Untergattung Vicia Sektion Vicia: Großblütige Wicke (Vicia grandiflora)

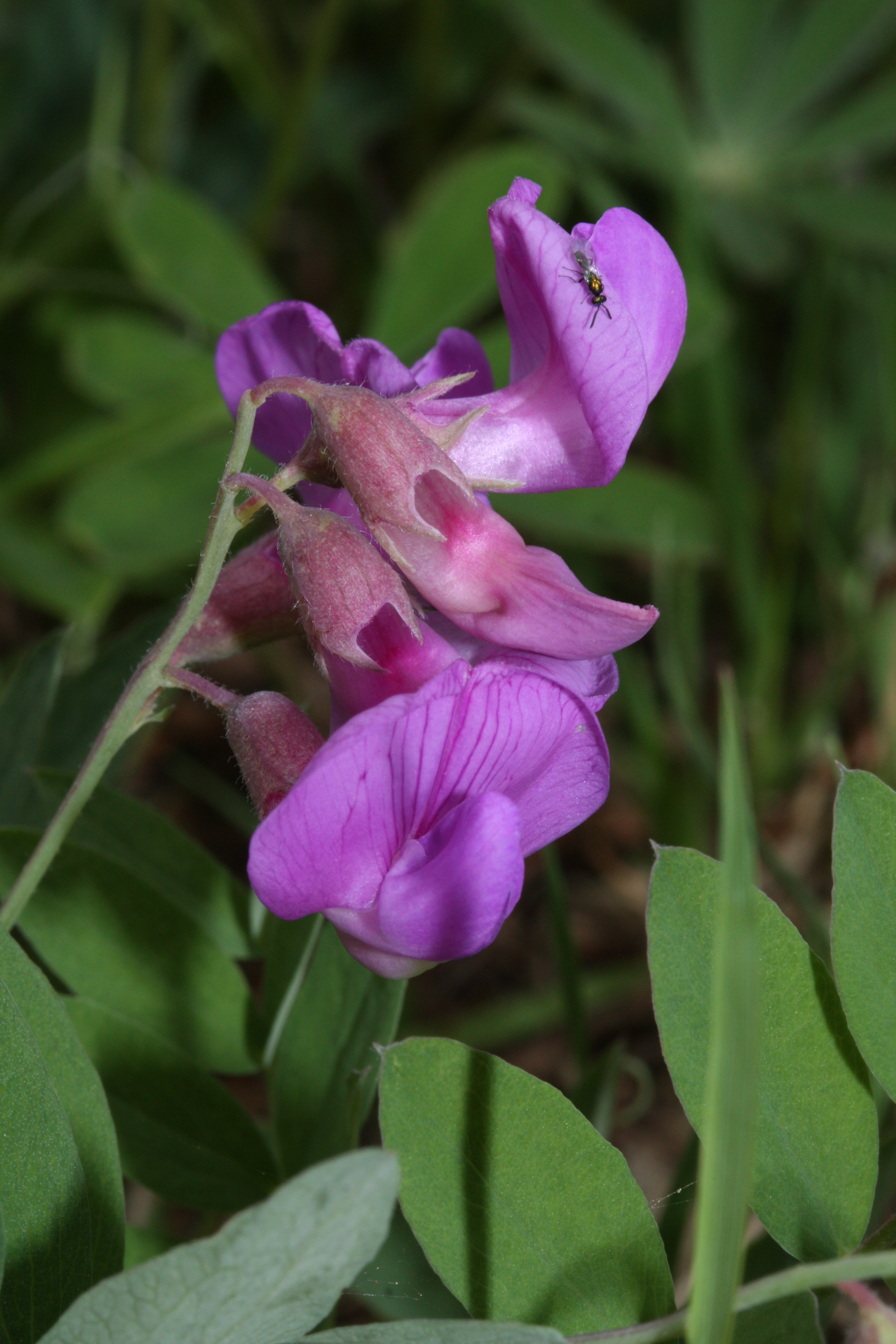
Untergattung Vicilla Sektion Americanae: Blütenstand von Vicia americana

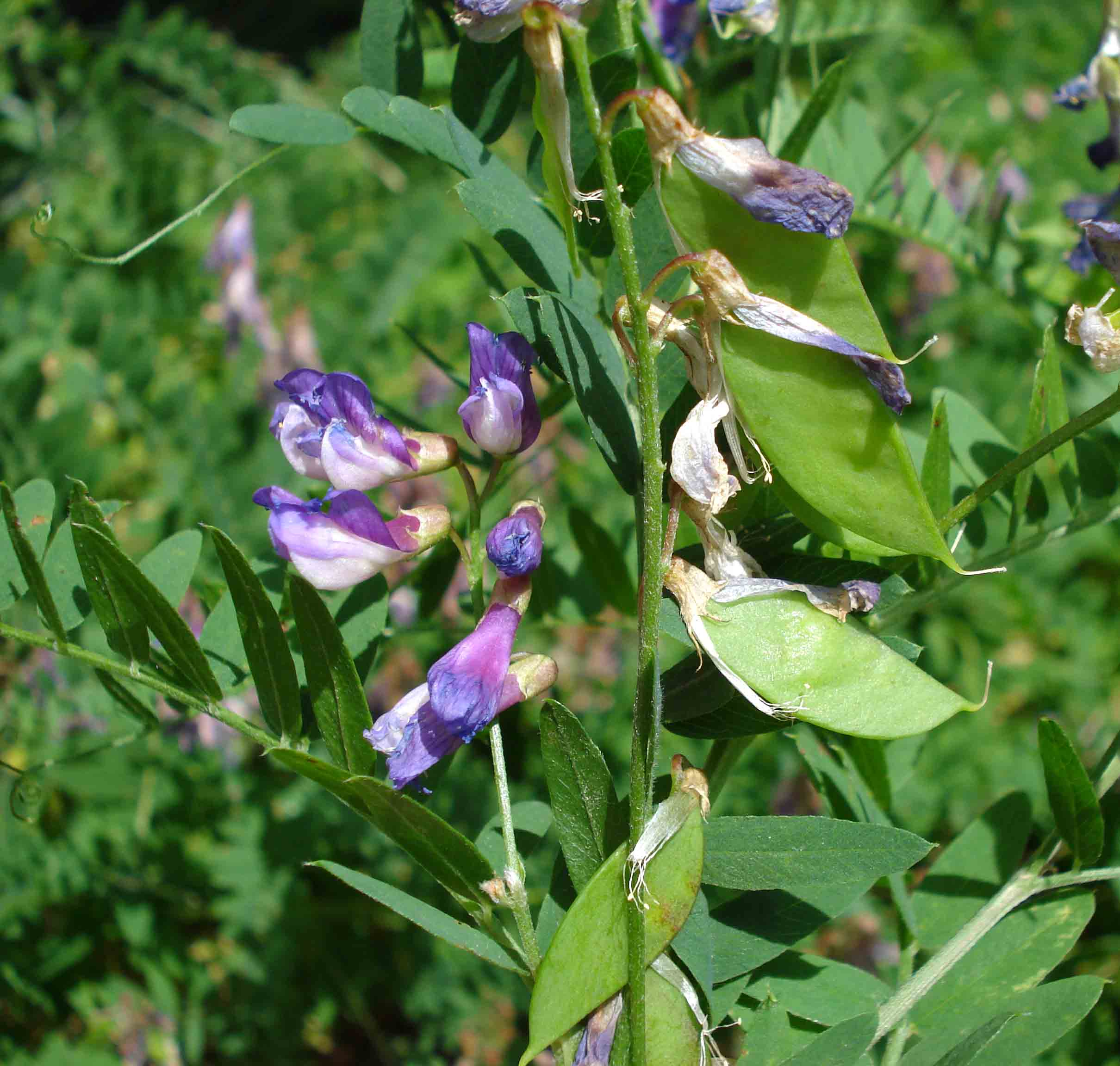
Untergattung Vicilla Sektion Cassubicae: Kassuben-Wicke (Vicia cassubica)

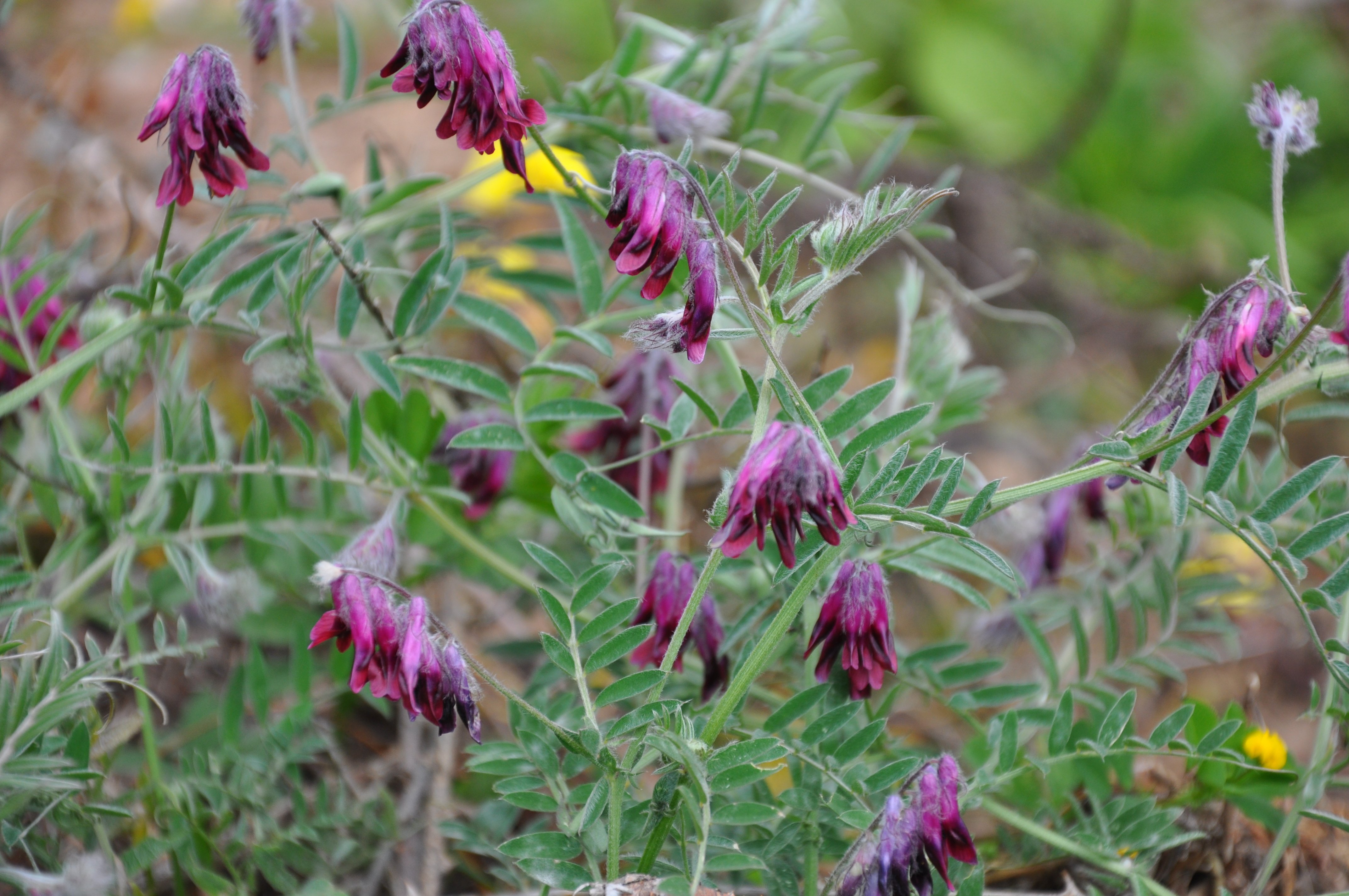
Untergattung Vicilla Sektion Cracca: Purpur-Wicke (Vicia benghalensis)

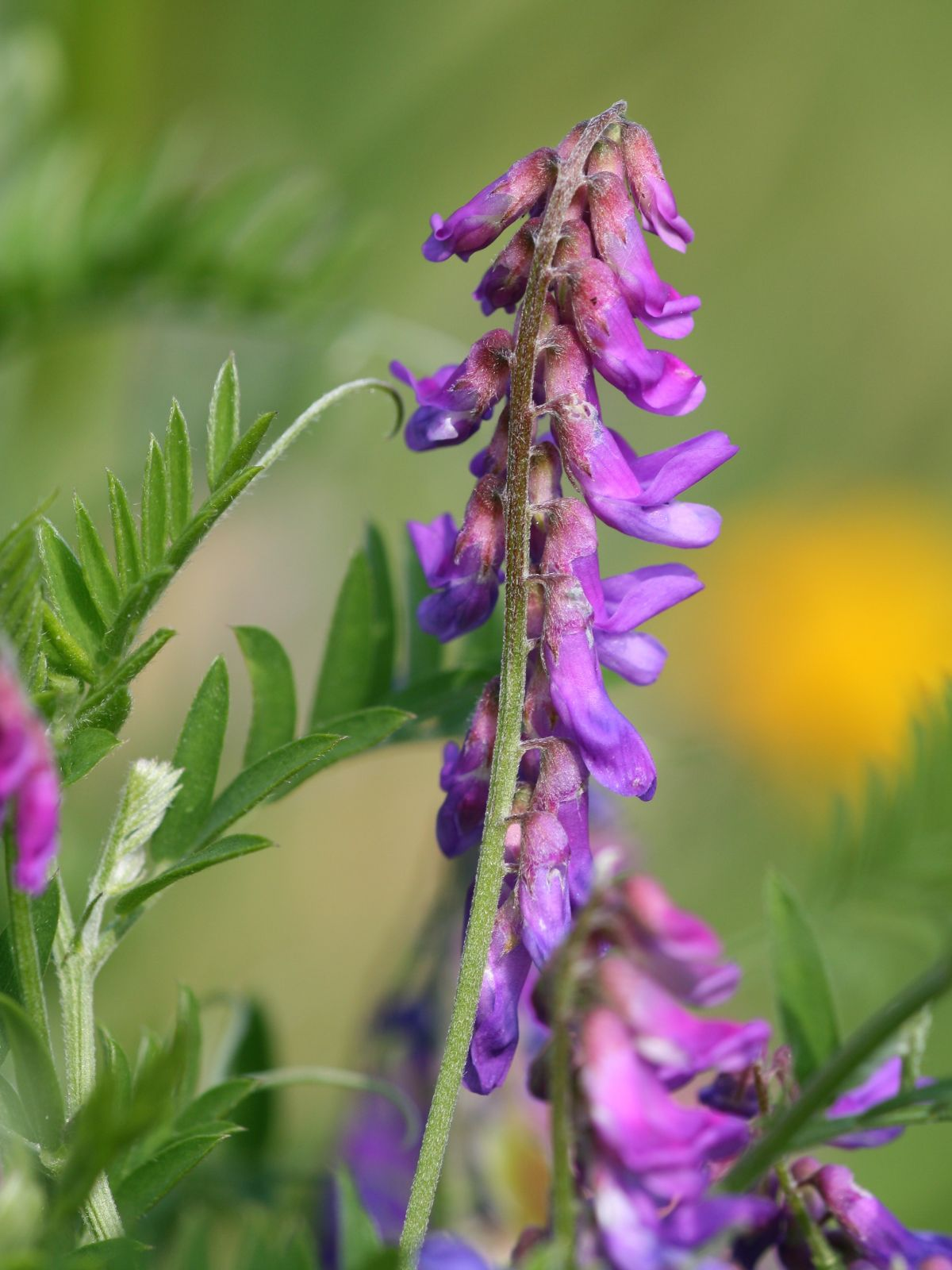
Untergattung Vicilla Sektion Cracca: Vogel-Wicke (Vicia cracca)

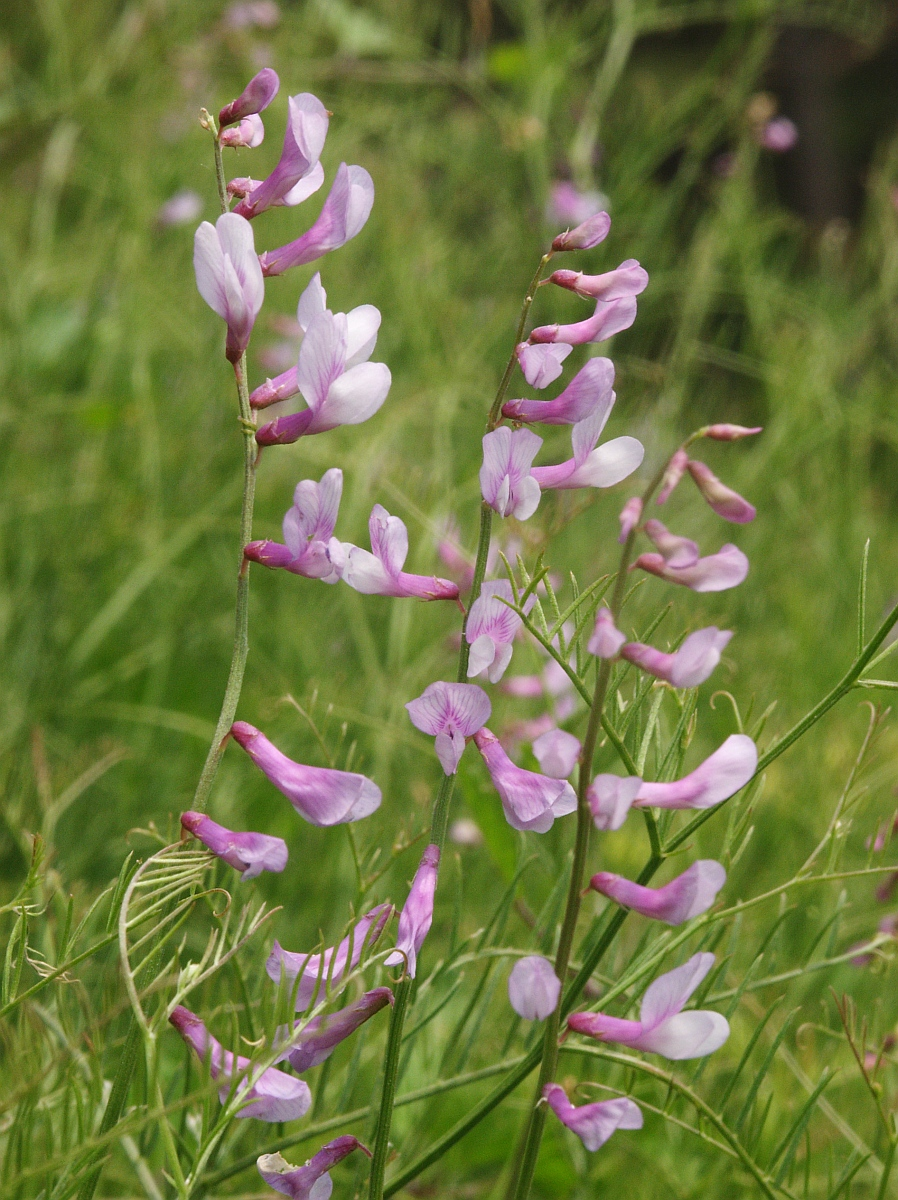
Untergattung Vicilla Sektion Cracca: Dalmatinische Vogel-Wicke (Vicia tenuifolia subsp. dalmatica)

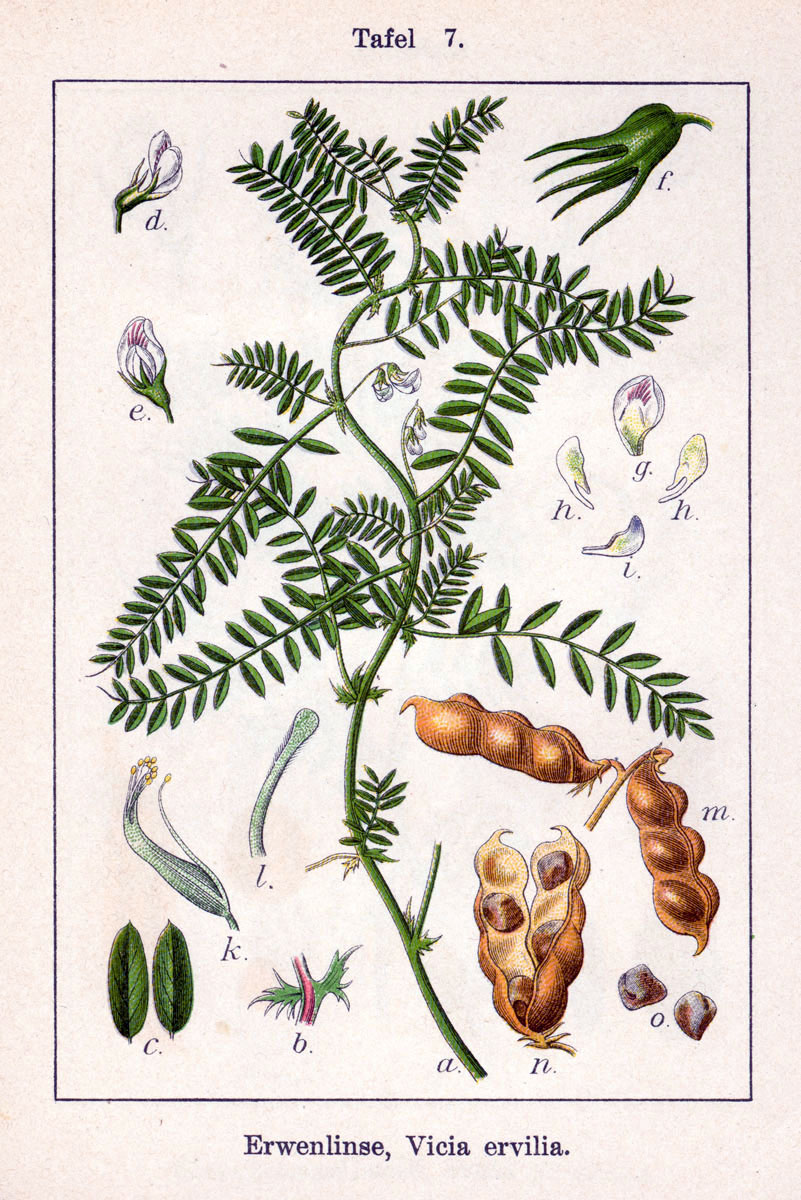
Untergattung Vicilla Sektion Ervilia: Illustration der Linsen-Wicke (Vicia ervilia)

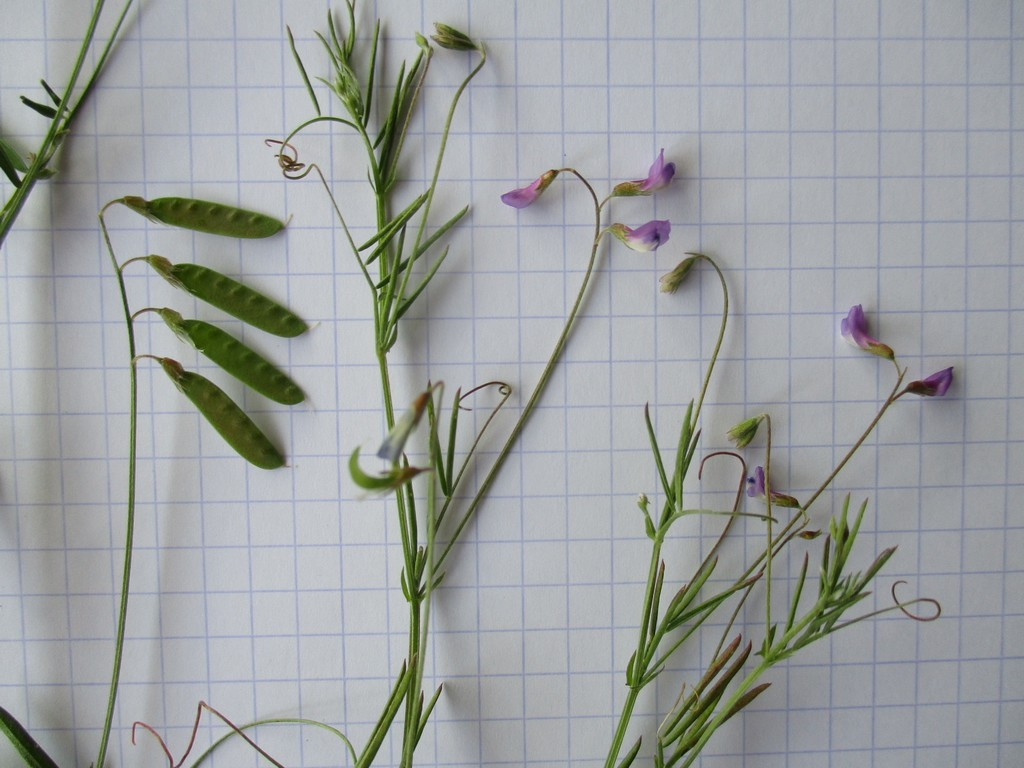
Untergattung Vicilla Sektion Ervum: Zierliche Wicke (Vicia parviflora)

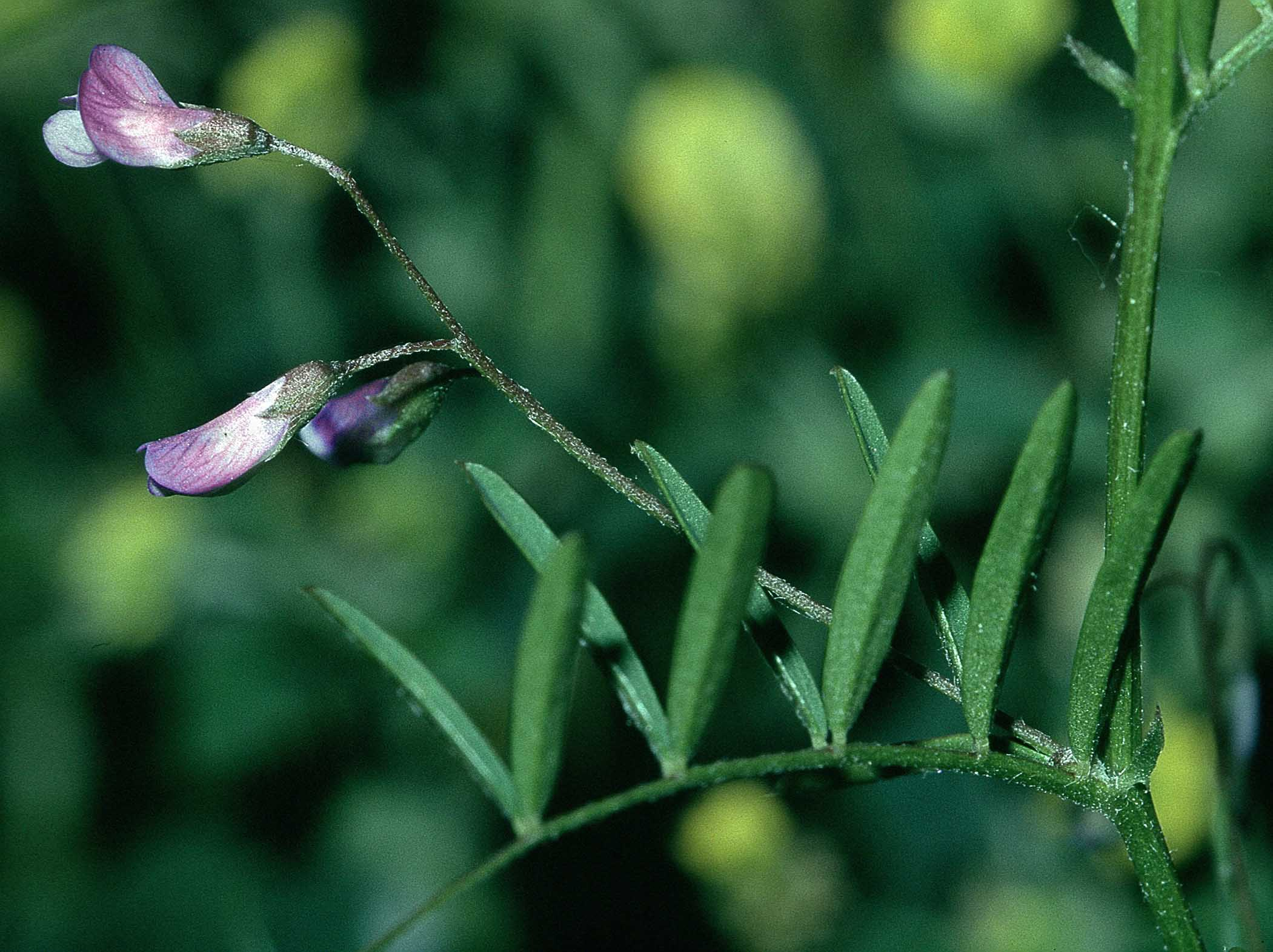
Untergattung Vicilla Sektion Ervum: Viersamige Wicke (Vicia tetrasperma)

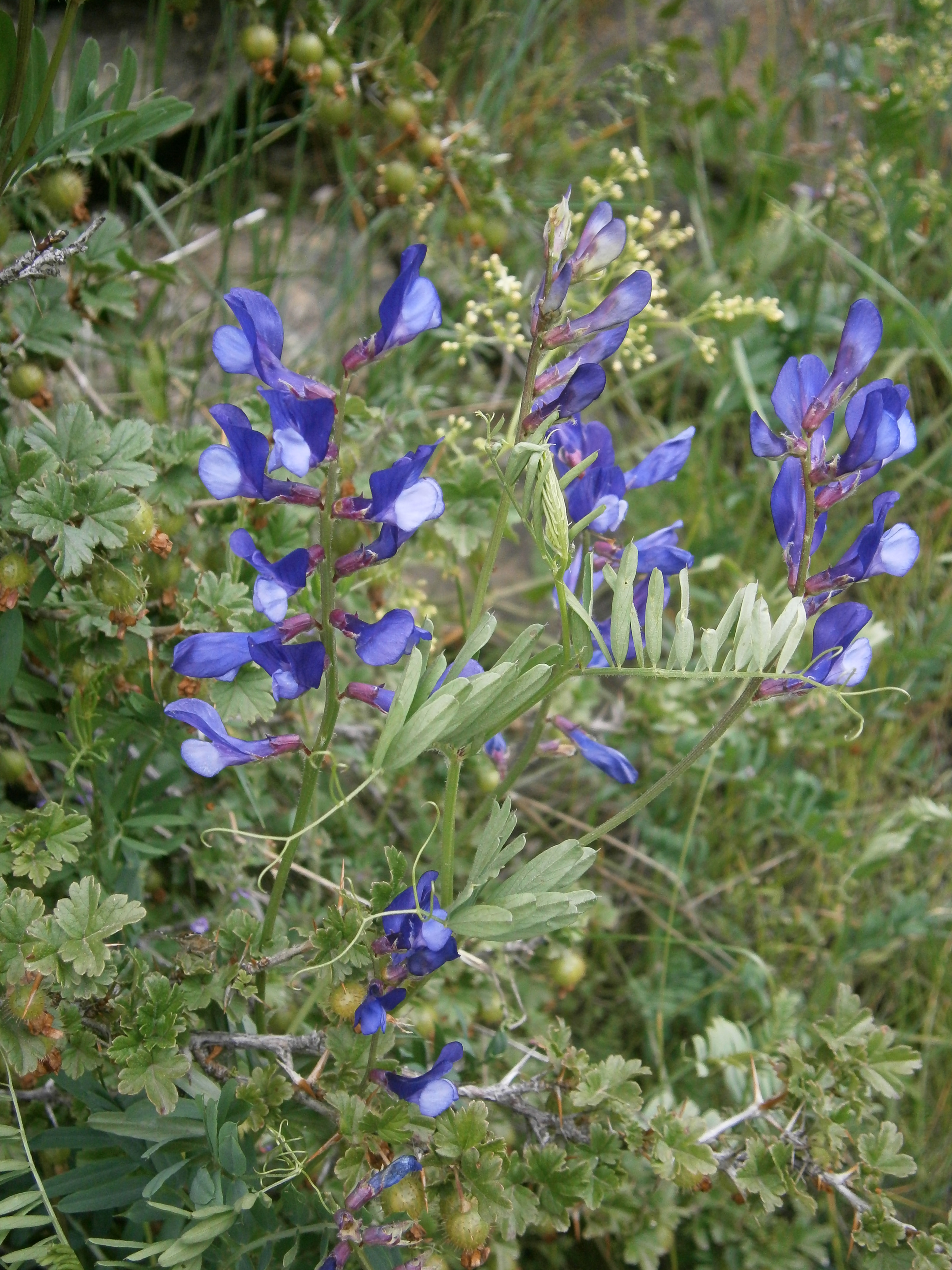
Untergattung Vicilla Sektion Pedunculatae: Esparsetten-Wicke (Vicia onobrychioides)

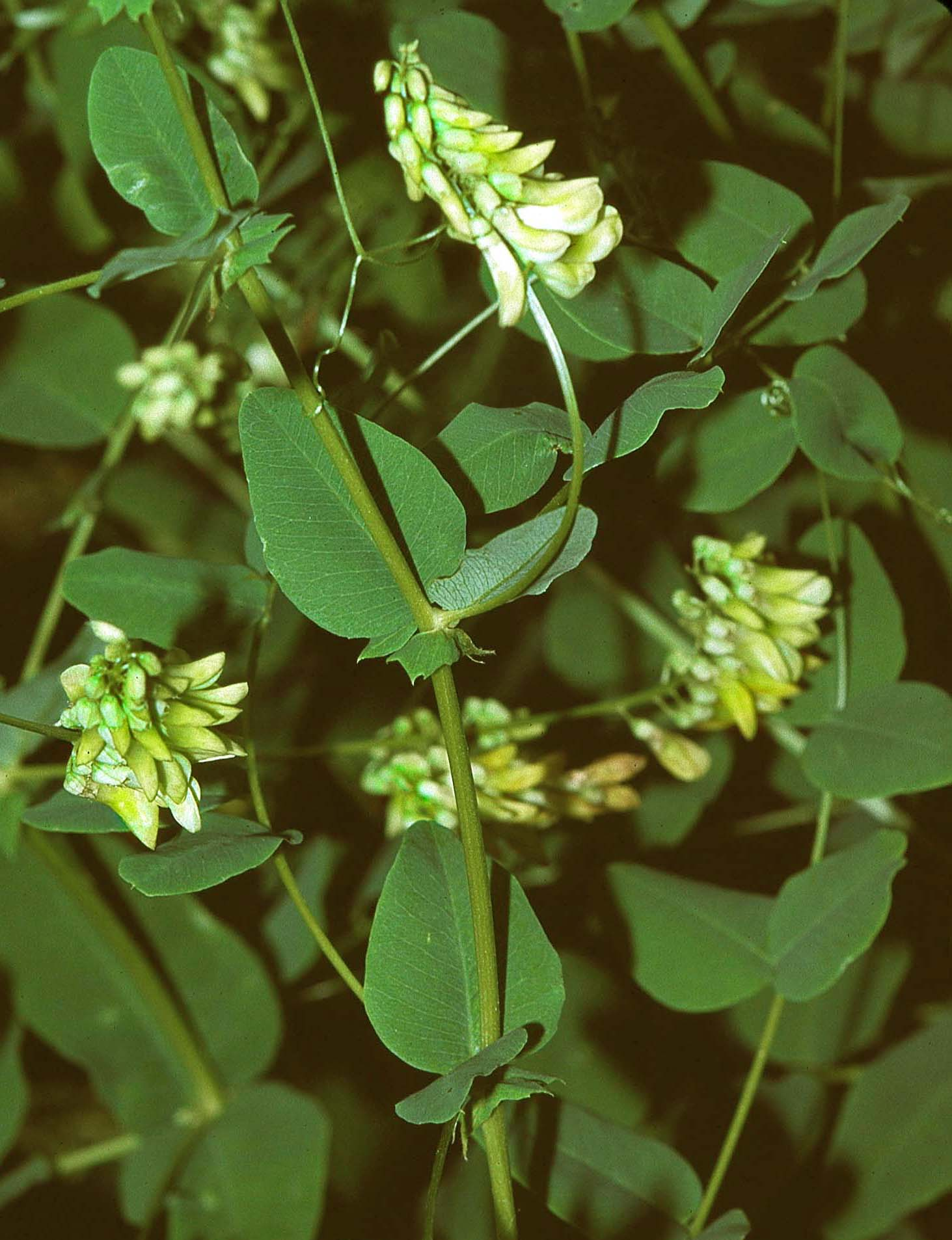
Untergattung Vicilla Sektion Vicilla: Erbsen-Wicke (Vicia pisiformis)

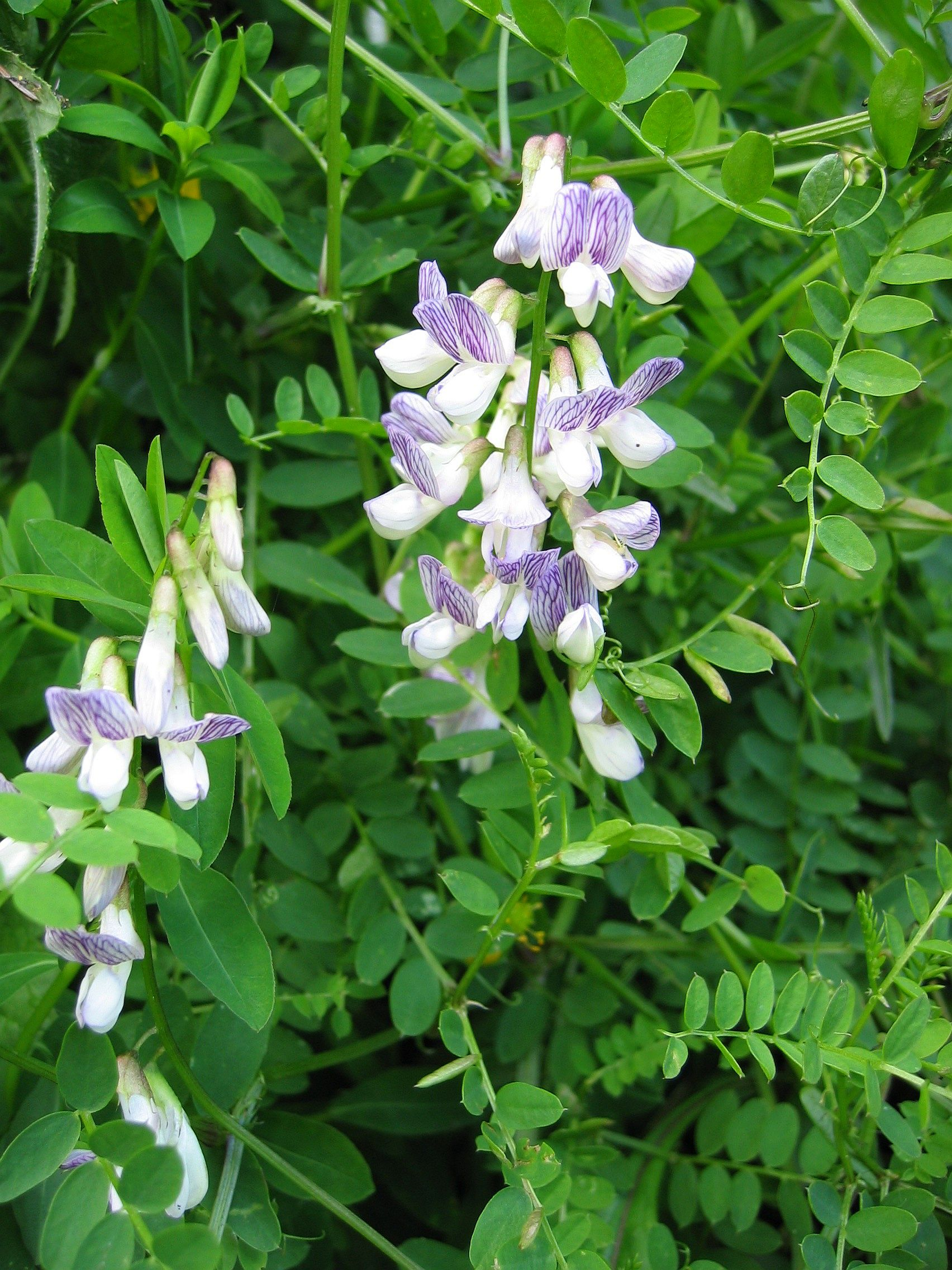
Untergattung Vicilla Sektion Vicilla: Wald-Wicke (Vicia sylvatica)

### Taxonomie
Die Gattung Vicia wurde 1753 durch Carl von Linné in Species Plantarum, Tomus II, S. 734 aufgestellt. Synonyme für Vicia L. sind: Bona Medik., Ervilia Link, Ervum L., Faba Mill., Vicilla Schur, Vicioides Moench.

### Äußere Systematik
Die Gattung Vicia L. gehört zur Tribus Fabeae, Synonym: Viciae DC.
Die Gattung Vicia gehört zur Tribus Fabeae in der Unterfamilie Faboideae innerhalb der Familie der Fabaceae. Die Tribus Fabeae enthält etwa fünf Gattungen, von denen die zwei Vicia und Lathyrus mit jeweils etwa 160 Arten am artenreichsten sind und ihren Zentren der Artenvielfalt im Mittelmeerraum aufweisen. Diese beiden Gattungen sind in ihren Merkmalen auch sehr ähnlich und können an ihren Griffeln am deutlichsten unterschieden werden. Die Gattungen Lens (vier bis sechs Arten) und Pisum (zwei oder drei Arten) sind artenarm und Vavilovia ist monotypisch.

### Innere Systematik und Verbreitung
Das Verbreitungsgebiet umfasst hauptsächlich die gemäßigten Gebiete der Nordhalbkugel, erreicht aber auch die südamerikanischen Anden, das tropische Afrika und Hawaii.
Die Gattung Vicia wird nach G. Lewis et al., eds.: Legumes of the world. (Leg World), 2005, 506 in zwei Untergattungen mit 26 Sektionen gegliedert. Es gibt weltweit 120 bis 190 Vicia-Arten: Hier eine Auswahl der Arten:
- Untergattung Vicia: Sie ist neun Sektionen gegliedert:
  - Sektion Atossa (Alef.) Stank.:
    - Vicia balansae Boiss.: Sie kommt in der Türkei und im Kaukasusraum vor.[3]
    - Vicia oroboides Wulfen: Es gibt Fundortangaben für Österreich, nordöstliches Italien, westliches Ungarn und früheres Jugoslawien.[3]
    - Zaun-Wicke (Vicia sepium L.)

  - Sektion Bithynicae (B.Fedtsch. ex Radzhi) Maxted:
    - Vicia bithynica (L.) L.: Sie ist in Europa, Nordafrika, Westasien und im Kaukasusraum verbreitet.[3]

  - Sektion Faba (Mill.) Ledeb.:
    - Ackerbohne (Vicia faba L., Syn.: Faba bona Medik., Faba vulgaris Moench): Je nach Autor gibt es einige Varietäten:
      - Pferdebohne (Vicia faba var. equina Pers.)
      - Dicke Bohne oder Puffbohne (Vicia faba L. var. faba, Syn.:  Faba vulgaris var. major Harz, Vicia faba var. major (Harz) Beck)
      - Ackerbohne (Vicia faba var. minuta (hort. ex Alef.) Mansf., Syn.: Faba vulgaris var. minor Harz, Faba vulgaris var. minuta hort. ex Alef., Vicia faba var. minor (Harz) Beck)

  - Sektion Hypechusa (Alef.) Asch. & P.Graebn.
    - Vicia anatolica Turrill (Syn.: Vicia hajastana Grossh.): Sie ist in West- bis Zentralasien, im Kaukasusraum und auf der Krim verbreitet.[3]
    - Vicia assyriaca Boiss.: Sie kommt in Westasien vor.[3]
    - Vicia ciliatula Lipsky: Sie kommt in Osteuropa und im Kaukasusraum vor.[3]
    - Vicia galeata Boiss.: Sie kommt in Westasien vor.[3]
    - Hybrid-Wicke (Vicia hybrida L.): Sie ist in Südeuropa, Nordafrika, West- und Zentralasien und im Kaukasusraum verbreitet.[3]
    - Vicia hyrcanica Fisch. & C.A.Mey.: Sie ist in  West- bis Zentralasien und im Kaukasusraum verbreitet.[3]
    - Gelbe Wicke (Vicia lutea L., Syn.: Vicia laevigata Sm.): Je nach Autor gibt es etwa zwei Unterarten:
      - Vicia lutea L. subsp. lutea
      - Vicia lutea subsp. vestita (Boiss.) Rouy (Syn.: Vicia hirta Balb. ex DC., Vicia vestita Boiss.)

    - Vicia melanops Sm.: Sie kommt in Südeuropa und in der westlichen Türkei vor.[3]
    - Vicia noeana Reut. ex Boiss.: Sie kommt in der Türkei, in Syrien und im nördlichen Irak vor.[3]
    - Ungarische Wicke oder Pannonische Wicke (Vicia pannonica Crantz): Je nach Autor gibt es etwa zwei Unterarten:
      - Vicia pannonica Crantz subsp. pannonica
      - Gestreifte Wicke (Vicia pannonica subsp. striata (M.Bieb.) Nyman, Syn.: Vicia striata M.Bieb.)

    - Vicia sericocarpa Fenzl: Die etwa zwei Varietäten kommen in Westasien vor.[3]

  - Sektion Microcarinae Maxted:
    - Vicia dionysiensis Mouterde: Sie kommt nur in Syrien vor.[3]

  - Sektion Narbonenses (B.Fedtsch. ex Radzhi) Maxted:
    - Vicia galilaea Plitmann & Zohary: Sie kommt in Westasien vor.[3]
    - Vicia johannis Tamamsch.
    - Vicia hyaeniscyamus Mouterde: Sie kommt in Syrien und im Libanon vor.[3]
    - Vicia kalakhensis Khattab et al.: Sie kommt nur in Syrien.[4]
    - Vicia narbonensis L.
    - Vicia serratifolia Jacq.: Sie ist in Süd- und Mitteleuropa, Westasien, Kaukasusraum und Algerien verbreitet.[3]

  - Sektion Peregrinae Kupicha:
    - Vicia aintabensis Boiss. & Hausskn.: Sie kommt in Westasien vor.[3]
    - Vicia michauxii Spreng.: Sie kommt in West- und Zentralasien vor.[3]
    - Vicia peregrina L.: Sie ist Süd- und Osteuropa, Nordafrika, Madeira, West- und Zentralasien, Kaukasusraum, Saudi-Arabien, Pakistan, Indien und Vietnam weitverbreitet.[3]

  - Sektion Vicia:
    - Großblütige Wicke (Vicia grandiflora Scop.)
    - Vicia incisa M.Bieb.: Sie kommt in Italien, Griechenland, Bulgarien, Türkei und auf der Krim vor.[3]
    - Vicia pyrenaica Pourr.: Sie kommt in Spanien und Frankreich vor.[3]
    - Vicia sativa L.: Je nach Autor gibt es einige Unterarten:
      - Vicia sativa subsp. amphicarpa (L.) Batt. (Syn.: Vicia amphicarpa L.)
      - Vicia sativa subsp. cordata (Wulfen ex Hoppe) Batt. (Syn.: Vicia cordata Wulfen ex Hoppe)
      - Vicia sativa subsp. macrocarpa (Moris) Arcang. (Syn.: Vicia macrocarpa (Moris) Bertol.)
      - Schmalblättrige Wicke, Schmalblättrige Futter-Wicke oder Saat-Futter-Wicke (Vicia sativa subsp. nigra (L.) Ehrh., Syn.: Vicia angustifolia L., Vicia pilosa M.Bieb., Vicia segetalis Thuill.)
      - Echte Futter-Wicke, Futter-Wicke oder Saat-Wicke, Acker-Wicke. (Vicia sativa L. subsp. sativa, Syn.: Vicia alba Moench, Vicia leucosperma Moench, Vicia sativa var. leucosperma (Moench) Ser., Vicia sativa var. obovata Ser.)

  - Sektion Wiggersia (Alef.) Maxted:
    - Frühlings-Zwerg-Wicke, Sand-Wicke oder Platterbsen-Wicke (Vicia lathyroides L.)
- Untergattung Vicilla (Schur) Rouy: Sie wird in 17 Sektionen gegliedert:
  - Sektion Americanae Kupicha:
    - Vicia americana Muhl. ex Willd.

  - Sektion Australes Kupicha:
    - Vicia andicola Kunth: Sie gedeiht in den Anden von Kolumbien, Ecuador, Venezuela und Peru.[3]
    - Vicia bijuga Gillies ex Hook. & Arn.: Sie kommt vom zentralen Chile bis zum südlichen Argentinien vor.[4]
    - Vicia epetiolaris Burkart: Brasilien, Argentinien, Paraguay und Uruguay.[3]
    - Vicia graminea Sm. (Syn.: Vicia selloi Vogel): Brasilien, Argentinien, Paraguay und Uruguay.[3]
    - Vicia linearifolia Hook. & Arn.: Brasilien, Argentinien, Chile und Uruguay.[3]
    - Vicia macrograminea Burkart: Brasilien, westliches und südliches Südamerika.[3]
    - Vicia montevidensis Vogel (Syn.: Vicia obscura Vogel): Brasilien und südliches Südamerika.[3]
    - Vicia nana Vogel: Brasilien und südliches Südamerika.[3]

  - Sektion Cassubicae Radzhi:
    - Vicia abbreviata Fisch. ex Spreng. (Syn.: Vicia chlorantha Heuff. ex Nyman, Vicia trichomera Alef., Vicia truncatula Fisch. ex M.Bieb.): Sie kommt in Südosteuropa (ehemaliges Jugoslawien, Albanien, Bulgarien, Rumänien) über den Kaukasusraum und die Türkei bis zum Iran vor.[4]
    - Kassuben-Wicke (Vicia cassubica L., Syn.: Vicia abbreviata C.A.Mey., Vicia adriatica (Freyn) Fritsch, Vicia frutescens Gilib., Vicia militans Crantz, Vicia monosperma K.Koch, Vicia multiflora Pollich, Vicia rigida Herbich): Sie ist von Europa bis Westasien verbreitet. Es gibt Fundortangaben für Dänemark, Schweden, Norwegen, Finnland, die Baltischen Staaten, Frankreich, Deutschland, Polen, Österreich, Italien, Sizilien, Albanien, Belarus, den europäischen Teil Russlands, die ehemalige Tschechoslowakei, das ehemalige Jugoslawien, Bulgarien, Rumänien, Griechenland, Ungarn, die Ukraine, die Krim, Libanon-Syrien, den Kaukasusraum, die Türkei und den Iran.[4]
    - Vicia menziesii Spreng. (Syn.: Vicia grandiflora Sm.): Sie kommt in Hawaii vor.[3][4]
    - Vicia multicaulis Ledeb. (Syn.: Vicia alpina Pall., Vicia nervata Sipliv.): Sie ist vom Europäischen Teil Russlands, Sibirien, Kasachstan, Altai, Burjatien, in der Mongolei, in der Inneren Mongolei, in Tibet, China, Transbaikalien, Irkutsk, Krasnojarsk, Tuwa sowie Sacha verbreitet.[3][4]
    - Vicia nigricans Hook. & Arn. (Syn.: Vicia apiculata Phil., Vicia commutata Phil., Vicia coxii Phil., Vicia darapskyana Phil., Vicia fodinarum Phil., Vicia leyboldii Phil., Vicia macraei Hook. & Arn., Vicia magnifolia Clos, Vicia moorei Phil., Vicia speciosa Phil.): Sie kommt in Südamerika in Bolivien, im südlichen Argentinien und zentralen bis südlichen Chile vor.[4]
    - Heide-Wicke (Vicia orobus DC., Syn.: Vicia aristata Dulac): Sie kommt in Europa in Norwegen, Dänemark, Großbritannien, Irland, Portugal, Spanien, Frankreich, Belgien, Deutschland und in der Schweiz vor.[4]
    - Vicia semiglabra Rupr. ex Boiss. (Syn.: Vicia ecirrhosa Rupr. ex Boiss.): Sie kommt in der Türkei und im Kaukasusraum vor.[3][4]

  - Sektion Cracca (Medik.) Dumort.:
    - Vicia acutifolia Elliott: Sie kommt in den US-Bundesstaaten Alabama, Georgia, South Carolina sowie Florida vor.[3]
    - Vicia alpestris Steven: Türkei bis Iran.[4]
    - Purpur-Wicke (Vicia benghalensis) L., Syn.: Vicia albicans Lowe, Vicia atropurpurea Desf., Vicia loweana Steud., Vicia micrantha Lowe nom. illeg., Cracca atropurpurea (Desf.) Gren. & Godron: Sie kommt in Südeuropa, Nordafrika, auf den Kanaren, auf Madeira vor und ist auf den Azoren ein Neophyt.[3]
    - Vicia caroliniana Walter: Vereinigte Staaten und Ontario.[3]
    - Vicia cirrhosa C.Sm. ex Webb & Berthel.: Kanaren.[3]
    - Vogel-Wicke (Vicia cracca L.)
    - Vicia disperma DC. (Syn.: Vicia parviflora Loisel.): Südeuropa, Nordafrika, Kanaren, Madeira.[3]
    - Vicia filicaulis Webb & Berthel.: Dieser Endemit kommt nur auf Gran Canaria vor.[3]
    - Vicia floridana S.Watson: Sie kommt nur in Florida vor.[3]
    - Rauhaarige Wicke, Ervenlinse, Behaarte Wicke, Zitterlinse oder Zitter-Wicke (Vicia hirsuta (L.) Gray)
    - Vicia ludoviciana Nutt.: Vereinigte Staaten und Mexiko.[3]
    - Vicia minutiflora D.Dietr. (Syn.: Vicia micrantha Nutt. ex Torr. & A.Gray): Vereinigte Staaten.[3]
    - Vicia monantha Retz. (Syn: Vicia biflora Desf., Vicia calcarata Desf.): Süd- und Osteuropa, Nordafrika, Kanaren, West- und Zentralasien, Kaukasusraum, Arabische Halbinsel, Pakistan, Indien.[3]
    - Vicia ochroleuca Ten.: Südosteuropa und Algerien.[3]
    - Vicia palaestina Boiss.: Sie kommt in Westasien vor.[3]
    - Vicia pulchella Kunth: Arizona, New Mexico, Mexiko.[4]
    - Vicia scandens R.P.Murray: Dieser Endemit kommt nur auf Teneriffa vor.[3]
    - Vicia sicula (Raf.) Guss.: Nordafrika, Kalabrien und Sizilien.[3]
    - Vicia tenuifolia Roth (Syn.: Vicia elegans Guss., Vicia variabilis Freyn): Je nach Autor gibt es einige Unterarten:
      - Dalmatinische Vogel-Wicke oder Dalmatiner Wicke (Vicia tenuifolia subsp. dalmatica (A.Kern.) Greuter, Syn.: Vicia dalmatica A.Kern.)
      - Feinblättrige Wicke, Dünnblättrige Wicke, Schmalblättrige Wicke (Vicia tenuifolia subsp. tenuifolia, Syn.: Vicia brachytropis Kar. & Kir., Vicia cracca subsp. tenuifolia (Roth) Bonnier & Layens)
      - Vicia tenuifolia subsp. villosa (Batt.) Greuter

    - Vicia villosa Roth: Je nach Autor gibt es einige Unterarten:
      - Vicia villosa subsp. eriocarpa (Hausskn.) P.W.Ball (Syn.: Vicia eriocarpa (Hausskn.) Hal.)
      - Vicia villosa subsp. pseudocracca (Bertol.) Rouy (Syn.: Vicia pseudocracca Bertol.)
      - Zottige Wicke, Zottel-Wicke oder Sand-Wicke (Vicia villosa Roth subsp. villosa)
      - Bunte Wicke (Vicia villosa subsp. varia (Host) Corb., Syn.: Vicia varia Host, Vicia dasycarpa Ten.)

  - Sektion Ervilia (Link) W.Koch:
    - Linsen-Wicke, Wicklinse, Steinlinse, Bitter-Wicke, Erfe oder Ervilie (Vicia ervilia (L.) Willd.)

  - Sektion Ervoides (Godr.) Kupicha:
    - Einblütige Wicke oder Algaroba-Linse (Vicia articulata Hornem., Syn.: Vicia monanthos (L.) Desf., Vicia multifida Wallr.).[4] Sie wird beispielsweise unter dem Namen „Schwarze Linsen“ gegessen.[5]

  - Sektion Ervum (L.) Taub.:
    - Zierliche Wicke (Vicia parviflora Cav., Syn.: Ervum gracile DC., Vicia gracilis Loisel., Vicia laxiflora Brot., Vicia tenuissima auct., Vicia tetrasperma subsp. gracilis (DC.) Hook. f.)
    - Vicia pubescens (DC.) Link: Südeuropa, Nordafrika, Kanaren, Westasien und Krim.[3]
    - Viersamige Wicke (Vicia tetrasperma (L.) Schreb., Syn.: Ervum tetraspermum L., Vicia gemella Crantz)

  - Sektion Lentopsis Kupicha:
    - Vicia caesarea Boiss. & Balansa

  - Sektion Mediocinctae Kupicha
  - Sektion Panduratae Kupicha:
    - Vicia cappadocica Boiss. & Balansa: Türkei, Armenien und Iran.[3]
    - Vicia cretica Boiss. & Heldr.

  - Sektion Pedunculatae:
    - Esparsetten-Wicke (Vicia onobrychioides L.): Sie kommt in Südeuropa, in Nordafrika und in der Schweiz vor.[3]

  - Sektion Perditae Kupicha
  - Sektion Subvillosae Kupicha
  - Sektion Trigonellopsis:
    - Vicia cypria Kotschy: Westasien mit Zypern.[3]

  - Sektion Variegatae Radzhi:
    - Vicia canescens Labill.: Die etwa zwei Unterarten kommen in Süditalien und Syrien und bis zum Iran.[4] Mit.[3]
    - Vicia megalotropis Ledeb.: Kasachstan, Sibirien, Mongolei und nordwestliches China.[3]

- - Sektion Vicilla (Schur) Asch. & P.Graebn.
    - Vicia amoena Fisch.: Kasachstan, Sibirien, China, Korea, Japan, Mongolei und Russlands Fernem Osten.[3]
    - Vicia amurensis Oett. (Syn.: Vicia pallida Turcz.): Sibirien, China, Korea, Japan und Russlands Fernem Osten.[3]
    - Vicia crocea (Desf.) B.Fedtsch. (Syn.: Orobus aurantius Steven ex M.Bieb., Orobus croceus Desf., Vicia aurantia (Steven ex M.Bieb.) Boiss.): Westasien, Kaukasusraum, Zentralasien.[3]
    - Hecken-Wicke (Vicia dumetorum L.), Eurasien
    - Vicia japonica A.Gray: Sibirien, China, Japan, Korea, Mongolei und Russlands Fernem Osten.[3]
    - Vicia nipponica Matsum.: Japan und Kurilen.[3]
    - Erbsen-Wicke (Vicia pisiformis L.), Mitteleuropa von Frankreich bis Polen, Russland bis zum Kaukasusraum, südliches Skandinavien, Oberitalien, Balkanhalbinsel
    - Vicia pseudo-orobus Fisch. & C.A.Mey.: Sibirien, China, Japan, Korea, Mongolei und Russlands Fernem Osten.[3]
    - Wald-Wicke (Vicia sylvatica L.), Eurasien
    - Vicia unijuga A.Braun: Sibirien, China, Japan, Korea, Mongolei und Russlands Fernem Osten.[3]
    - Vicia venosa (Willd. ex Link) Maxim.: Sibirien, China, Korea, Mongolei und Russlands Fernem Osten.[3]

- - Sektion Volutae Kupicha:
    - Vicia biennis L. (Syn.: Vicia picta Fisch. & C.A.Mey.): Kaukasusraum, Kasachstan, Sibirien, Ukraine, Moldawien, europäisches Russland, Rumänien und Ungarn.[3]

## Nutzung
Einige Wickenarten werden in Deutschland landwirtschaftlich genutzt:
- Linsen-Wicke (Vicia ervilia)
- Futterwicke (Vicia sativa)
- Zottige Wicke (Vicia villosa)

Die Ackerbohne (Vicia faba), auch Saubohne oder Pferdebohne (früher auch „Vietzebohne“) genannt, ist ebenfalls eine Wickenart, im Gegensatz zu den Gartenbohnen, die zur Gattung Phaseolus gehören. In alten Texten kommen als Orobus (verus) verschiedene Wickenarten in Betracht.

## Eponyme
Der am 11. August 1928 entdeckte Asteroid (1097) Vicia ist nach der Pflanzengattung benannt.